# جان ماري دونغو
جان ماري دونغو (بالفرنسية: Jean Marie Dongou)‏ (20 أبريل 1995 الكاميرون - ) هو لاعب كرة قدم كاميروني، يلعب كمهاجم.

## روابط خارجية
- جان ماري دونغو على موقع الاتحاد الأوربي (الإنجليزية)
- جان ماري دونغو على موقع رابطة كرة القدم اليابانية للمحترفين (اليابانية)
- جان ماري دونغو على موقع قاعدة بيانات كرة القدم.إي يو (الإنجليزية)
- جان ماري دونغو على موقع Soccerway.com (الإنجليزية)
- جان ماري دونغو على موقع عالم كرة القدم.نت (الإنجليزية)
- جان ماري دونغو على موقع AS.com (الإسبانية)